# Psychologie Heute
Psychologie Heute (eigene Schreibweise in der Anfangszeit psychologie heute, später teilweise auch PSYCHOLOGIE HEUTE) ist eine populärwissenschaftliche, seit 1974 monatlich erscheinende Zeitschrift aus der Verlagsgruppe Beltz. Chefredakteurin ist Dorothea Siegle; ihre Vorgänger waren Siegfried Brockert, Heiko Ernst und Ursula Nuber.

## Geschichte
Die Zeitschrift war in ihren Anfängen von dem US-amerikanischen Vorbild Psychology Today inspiriert. Der Gründungsdirektor  des Max-Planck-Instituts für psychologische Forschung Franz Emanuel Weinert hatte dem Verleger Manfred Beltz Rübelmann nach seiner Rückkehr von einer USA-Reise 1973 von der Zeitschrift erzählt. Die erste Ausgabe von Psychologie Heute erschien daraufhin im September 1974. Gründungsredakteure waren neben Siegfried Brockert als Chefredakteur Heiko Ernst, Monica Boebius, Angela Pavel als Redakteure sowie Elke Flory und Brigitte Rumpler als Assistentinnen. Grafikdesigner war von Anfang an bis 2015 Klaus Linke.
Die Auflage liegt, nach Angaben des Verlages, bei durchschnittlich 100.000 verkauften Exemplaren pro Monatsausgabe. Ergänzend gibt es ein Online-Angebot.
Anfang April 2017 erschien im 44. Jahrgang mit Heft 5/2017 die 500. Ausgabe von Psychologie Heute. Im Oktober 2024 feierten Verlag und Redaktion den 50. Jahrgang von Psychologie Heute. Dem Heft war ein Poster beigeheftet, das auf der einen Seite die 600 Titelseiten aller Hefte zeigt und auf der Rückseite einen Überblick über die Geschichte der Psychologie bietet.

## Inhalt

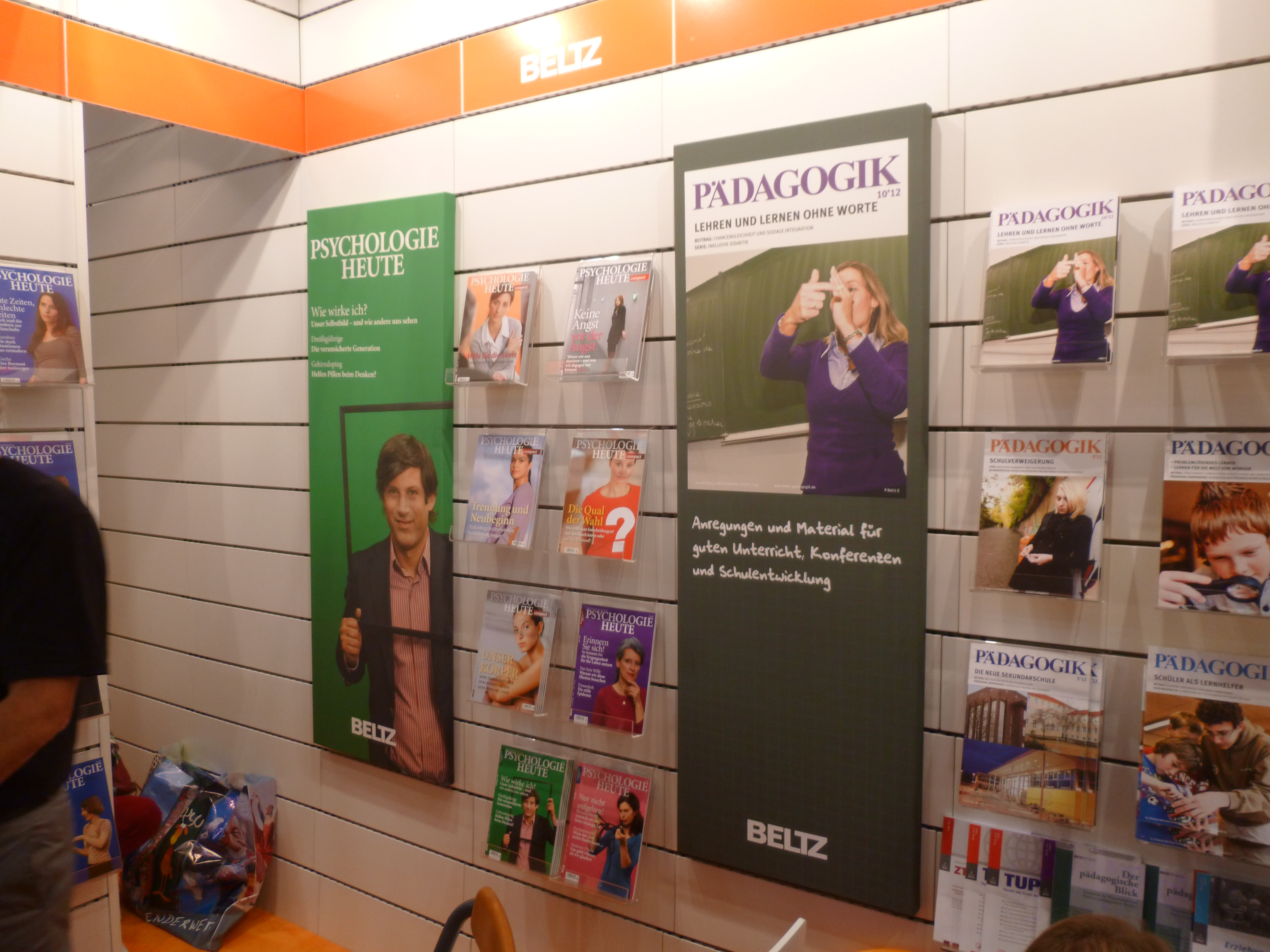
Psychologie Heute am Stand des Beltz-Verlags auf der Frankfurter Buchmesse (2012)

Die Zeitschrift richtet sich sowohl an Fachleute als auch an Menschen, die sich für Psychologie, Kommunikation und Forschung aus diesem Bereich interessieren. Die Zeitschrift bietet sowohl Berichte und Essays über aktuelle Entwicklungen als auch ratgebende Beiträge.
Regelmäßige Rubriken von Psychologie Heute sind:
- Freud & Leid (mit kürzeren Artikeln)
- Therapiestunde (ein wechselnder Therapeut berichtet von einem besonderen Fall)
- Studienplatz (Vorstellung neuer Studien)
- Buch & Kritik (Rezensionen)

Ferner gibt es Artikel über die Themen Arbeit, Partnerschaft, Selbstentfaltung, Gesellschaft, Körper und Seele und anderes.
Literaturangaben zu den Beiträgen im Heft werden auf der Website zur Zeitschrift bereitgestellt.

## Psychologie Heute Compact
Zusätzlich zur Zeitschrift Psychologie Heute gibt es seit 1996 Psychologie Heute Compact. Dieses viermal pro Jahr erscheinende Magazin befasst sich jeweils mit einem Schwerpunktthema aus der Psychologie.

## Online-Angebot
Große Artikel sind in der Regel hinter einer Paywall und werden nur unvollständig angezeigt. Psychologie Heute bietet ein Digital-Abo, mit dem man gegen eine monatlich Gebühr alle PH+-Artikel freischalten und lesen kann. Neben dem klassischen Abo als Printzeitschrift und dem Digital-Abo werden auch ein E-Paper sowie eine App-Variante angeboten. Ohne Bezahlschranke gibt es auch verschiedene Artikel, die online frei verfügbar sind. Das betrifft zum Beispiel die Rubriken:
- Übungsplatz[11]
- Das halbe Leben[12]
- Psychologie nach Zahlen[13]
- Buch & Kritik[14]
- Keine Angst[15]

Eine monatlich erscheinende Kolumne von Psychologin und Psychotherapeutin in Ausbildung Tabea Farnbacher unter dem Titel „Blog: Psychotherapeutin in Ausbildung“ ist auch frei verfügbar.
Neben klassischen Artikel in Print und Digital bietet Psychologie Heute seit 2023 auch psychologische Selbsttests an, die in Zusammenarbeit mit Psychologe Dr. Lars Satow entwickelt wurden.

## Psychologie Heute Live-Talk
Beim Veranstaltungsformat "Psychologie Heute Live-Talk" handelt es sich um ein digitales Veranstaltungsformat, das sich an die Zielgruppe Eltern, Erzieherinnen und Erzieher, sowie Lehrkräfte, Pädagoginnen und Pädagogen richtet. Bei den 90-minütigen Online-Veranstaltungen spricht Chefredakteurin Dorothea Siegle jeweils mit zwei Experten zu einem ausgewählten Thema, zum Beispiel "Schulstress und Leistungsdruck bei Kindern und Jugendlichen", "Essstörungen bei Jugendlichen" oder "ADHS bei Kindern und Jugendlichen." Die Teilnehmer können live und im Nachgang individuelle Fragen stellen. Für die Veranstaltung wird eine Teilnahmegebühr fällig.